# Кук, Элиша (младший)
Элиша Кук-младший (имя при рождении — Элиша Вэнслик Кук-младший, англ. Elisha Vanslyck Cook, Jr.) (26 декабря 1903 − 18 мая 1995) — американский характерный актёр, более всего «запомнившийся своими многочисленными ролями трусливых злодеев и худосочных невротиков» в фильмах 1940-50-х годов.
Его «впечатляющая игра в роли психопатического убийцы с детским лицом в „Мальтийском соколе“ (1941) сделала его культовой фигурой для целого поколения кинолюбителей». В дальнейшем он удачно сыграл сходные роли «слабаков и воров-неудачников с садистскими наклонностями в фильмах нуар „Глубокий сон“ (1946) и „Убийство“ (1956)». Как будто рождённый играть нуаровых персонажей, Кук также запомнился игрой в таких значимых фильмах нуар, как «Незнакомец на третьем этаже» (1940), «Ночной кошмар» (1941), «Леди-призрак» (1944), «Рождённый убивать» (1947) и «Можно входить без стука» (1952), в которых персонажей Кука «расстреливали, душили и травили ядом, а иногда и он сам оказывался убийцей». Одной из самых памятных работ Кука стала роль «поселенца, который незабываемо упал в грязь, когда его застрелил Джек Пэланс», в вестерне «Шейн» (1953).

## Биография

### Ранние годы жизни
Элиша Кук-младший родился 26 декабря 1903 года в Сан-Франциско в семье театрального актёра, сценариста и продюсера и актрисы. В 1906 году семья переехала в Чикаго, где Элиша учился в Колледже Сэнт-Олбанс, одновременно занимаясь в Академии драматического искусства. После не очень удачного дебюта в студенческом театре Кук провёл несколько лет, совершенствуя мастерство в труппе, которая гастролировала на Востоке и Среднем Западе США, играя в спектаклях самой разной жанровой направленности. В 1926 году 23-летний Кук дебютировал на Бродвее в спектакле «Генри — держи себя в руках», где одним из его партнёров был Эдвард Г. Робинсон.
В 1928 году Кук получил высокую оценку критики за роль романтичного юноши в спектакле «Её нерождённый ребёнок», которую он повторил в своём кинодебюте в одноимённом низкобюджетном фильме 1930 года, который снимался на натуре в автомастерской в нью-йоркском Ист-сайде. Однако после этого Кук не появлялся на экране в течение шести лет, продолжая работать на бродвейской сцене, где с 1926 по 1936 год Кук сыграл в общей сложности в 14 бродвейских постановках.
В 1933 году у Кука наконец наступил прорыв, когда драматург и один из основателей популярного театра «Гильдия» Юджин О’Нил пригласил его сыграть главную роль в своей пьесе «О, пустыня!» (1933), которая с успехом шла на Бродвее в течение двух лет, а созданный Куком образ взрослеющего молодого человека вызвал небольшую сенсацию и обратил на актёра внимание критиков. В частности, Юджин Бёрр в «Биллборде» был восхищён его «чувственной и тонкой игрой».

### Кинокарьера в 1935—1939 годах
После своего бродвейского успеха Кук отправился в Голливуд, где в 1935 году подписал контракт со студией «Парамаунт». Маленького и невзрачного Кука с его выпученными глазами и нервным взглядом мгновенно определили как жертву по своей природе, одного из лузеров в этой жизни. В первые десять лет своей голливудской карьеры Кук — «мелкий актёр с детским лицом — играл бесчисленное количество студенческих умников и незадачливых первокурсников». В начале кинокарьеры Кука можно было увидеть в серии фильмов, которые можно отнести к категории «совсем плохих». В частности, он дважды сыграл жокея в комедиях «Двое в толпе» (1936) и «Чистокровки не плачут» (1937). Драма с его участием «Дьявол за рулём» (1937) была посвящена злу вождения в пьяном виде, «Моя счастливая звезда» (1938) была музыкальной комедией с участием Сони Хени, а драма «Тайны большого жюри» (1938) рассказывала о репортёре, ведущем борьбу за правду.
Лучшими среди фильмов этого периода были занимательный мюзикл «Кожаный парад» (1936), ставший дебютом Джуди Гарланд, и приключенческий фильм «Патрулирующая подводная лодка» (1938), который поставил Джон Форд. В криминальной драме Мервина Ле Роя «Они не забудут» (1937) Кук убедительно сыграл студента, подруга которого в исполнении Ланы Тёрнер (её дебютная роль) была загадочным образом убита.

### Кинокарьера в 1940-х годах
С началом 1940-х годов Кук вошёл в мир фильма нуар. В 1940 году он сыграл в новаторской картине нуарового цикла «Незнакомец на третьем этаже» Бориса Ингстера с Петером Лорре в главной роли, низкобюджетном фильме, включающем паранойю, кошмары и убийство. В этой картине Кук сыграл характерную для себя роль обвинённого в убийстве беспомощного таксиста, который предстаёт перед судом и оказывается в тюрьме. В суде он отчаянно доказывает свою невиновность, однако его осуждают и приговаривают к смертной казни. В конечном итоге его оправдывают, когда находят истинного убийцу. Работу Кука один из критиков назвал «убедительной в роли невинного человека, которого переехало тюрьмой». Фильм дал толчок очередной фазе в карьере Кука, когда он стал играть беспомощных жертв.
Вслед за этим Кук появился в небольших ролях в слабой комедии «Светская дебютантка номер 1» (1940) с Джорджем Мерфи, и приятном мюзикле «Тин Пэн элли» (1940) с Элис Фэй и Бетти Грейбл. На следующий год, который стал для Кука одним из лучших в карьере, он сыграл в остроумной комедии «Любовное безумие» (1941) с участием Уильяма Пауэлла и Мирны Лой, романтической комедии «С огоньком» (1941) с Гэри Купером и Барбарой Стэнвик в роли танцовщицы бурлеска, и в основанной на документальном материале драме «Сержант Йорк» (1941) о герое Первой мировой войны Элвине С. Йорке.

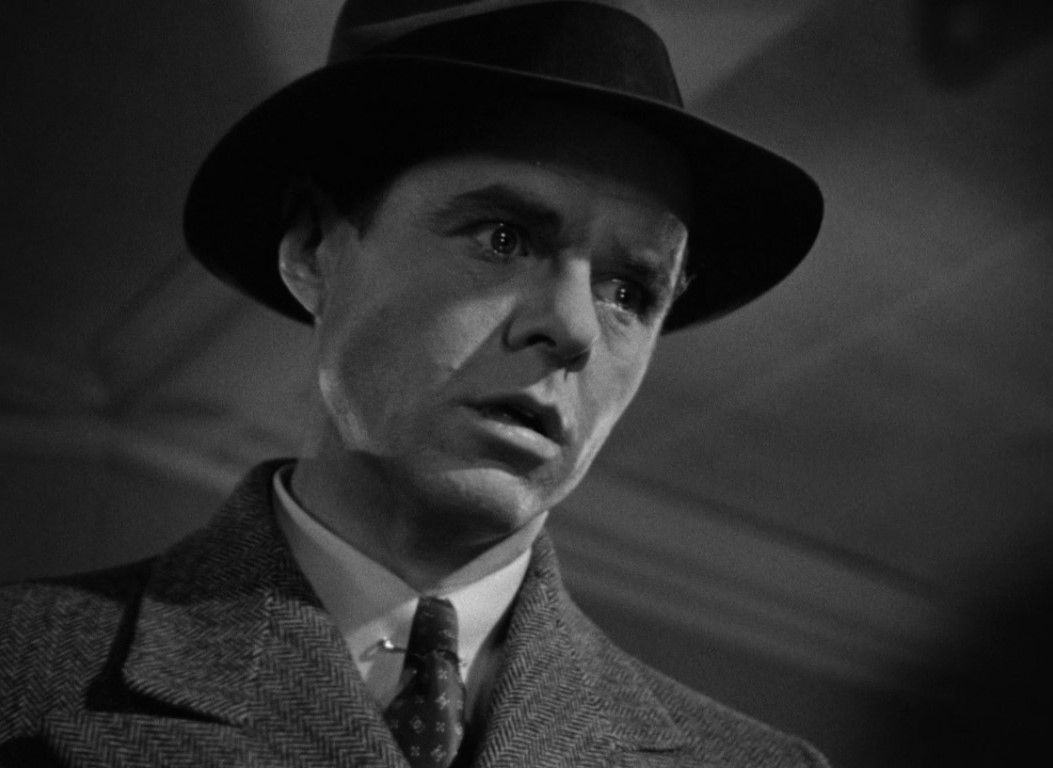
Элиша Кук в фильме «Мальтийский сокол» (1941)

В 1941 году Кук появился в своём втором и наиболее успешном фильме нуар «Мальтийский сокол», исполнив в этой классической картине роль, по которой, вероятно, его помнят лучше всего. Режиссёр фильма Джон Хьюстон первым заметил способность актёра «выйти за рамки сложившихся стереотипов», сняв его в роли Вилмера, вспыльчивого, но незадачливого бандита, выполняющего роль мальчика на побегушках при главаре банды Гатмане (Сидни Гринстрит)". Несмотря на преданность Вилмера боссу, Гатман его постоянно унижает, а в финале картины сдаёт полиции в качестве козла отпущения за три убийства. И хотя Вилмер постоянно пытается изображать крутого парня и демонстрирует готовность в любой момент нажать на спусковой крючок, частный детектив Сэм Спейд (Богарт) не раз его разоружает и нелицеприятно прикладывает словами «чем дешевле жулик, тем цветастее жаргон». Однако в сознании зрителей созданный Куком образ отпечатался не столько благодаря своим репликам, сколько благодаря «мучительному взгляду отчаянной ненависти после того, как Богарт его разоружает и унижает перед лицом его босса». Как отметил киновед Джефф Майер, созданный Куком образ был дерзким и вызывающим для своего времени, так как намекал на то, что Вилмер мог быть сексуальной игрушкой Гатмана. Исполнение Куком роли преданного, но определённо неумелого бандита стало одной из многочисленных великолепных актёрских работ в этом коммерчески успешном фильме. Своей игрой Кук произвел впечатление на многих критиков и удостоился похвалы от таких обозревателей, как Босли Кроутер из «Нью-Йорк таймс», который назвал его «потрясающим», а Джеймс Фрэнсис Кроу из «Голливуд Стизен-Ньюз» выделил его среди нескольких актёров второго плана наряду с Лорре и Гринстритом. После этого фильма, не указанный даже во вступительных титрах, «Кук неожиданно обнаружил себя весьма востребованным актёром».
В своём третьем нуаре «Ночной кошмар» (1941) Кук вновь сыграл нервного одиночку, который на этот раз действительно оказывается убийцей. После выхода на экраны фильм получил самый широкий спектр мнений от критиков. В то время, как Босли Кроутер отверг фильм как «совершенно тривиальный детектив с поиском преступника и удивительно нетрогательной любовной историей», критик «Variety» написал, что в то время как «большинство детективов относятся к фильмам категории В вне зависимости от их бюджета, этот фильм является исключением из правил. Режиссёр Х. Брюс Хамберстоун был вооружён хорошим сценарием и добился от актёров результата, которого только можно было пожелать от фильма про убийство с сильной романтической линией».
Несмотря на признание, которое Куку принёс «Мальтийский сокол», два следующих года он был вынужден сниматься в серии посредственных фильмов, среди них драма «Рискованное дело» (1942) о конкурирующих нефтедобытчиках и комедия «Авось прорвёмся!» (1942) с Лорелом и Харди, которая смотрелась бледно по сравнению с их ранними работами. Более удачными для Кука были военный приключенческий фильм «Звонит Манила» (1942) с Ллойдом Ноланом и Корнелом Уайлдом и богатый мюзикл «К бою готов» (1944), ставший дебютом Дэнни Кэя.
В фильме нуар «Леди-призрак» (1944) Роберта Сиодмака Кук сыграл небольшую, но памятную роль блудливого второсортного музыканта из оркестра, который с вожделением смотрит на зрительниц и пытается создать себе имидж модного джазового барабанщика. В стремлении произвести впечатление на главную героиню, ведущую расследование (Элла Рейнс), он играет для неё на барабанной установке «с нарастающей оргазмической лихорадкой», «сексуально возбуждаясь от собственного джем-сейшна».
Обратив на себя позитивное внимание игрой в «Леди-призраке», Кук продолжал много сниматься, однако его картины не представляли особого интереса. В частности, он сыграл в низкобюджетной мелодраме «Почему девушки уходят из дома» (1945), гангстерском нуаре «Диллинджер» (1945) с Лоренсом Тирни, посредственной криминальной комедии «Двое умников» (1946), бессодержательном детективе «Алиби-блондинка» (1946) о лётчике, ошибочно обвинённом в убийстве, и в скучной музыкальной комедии «Золушка Джонс» (1946) с Джоан Лесли. За исключением «Алиби Сокола» (1946), в котором Кук привлёк к себе внимание исполнением роли агрессивного диск-жокея, фильмы актёра в эти годы в основном быстро забывались.
Фильм нуар Говарда Хоукса «Большой сон» (1946) с Хамфри Богартом в роли частного детектива Филипа Марлоу, несмотря на сложный и порой запутанный сценарий, был захватывающим зрелищем и добился большого кассового успеха. Кук сыграл в этом фильме небольшую, но памятную роль жалкого неудачника, который предлагает Марлоу купить у него информацию, но прибывший на встречу с ним детектив лишь слышит, как один из бандитов заставляет выпить Джонса яд. Непродолжительное присутствие Кука на экране было отмечено в обзоре критика «Лос-Анджелес таймс» Эдвина Шаллерта, написавшего, что актёр «внёс свой вклад в воздействие фильма», с восхищением отозвавшись обо всём актёрском ансамбле.
В 1947 году Кук внёс свой наиболее значительный вклад в кино мрачного жанра: среди четырёх его фильмов три были нуарами — «Гангстер» (1947), «Козёл отпущения» (1947) и «Рождённый убивать» (1947). В «Гангстере» он появился только в одной сцене в роли мелкого бандита, который предупреждает конкурирующего мафиози, что «он вышел из бизнеса». В «Козле отпущения» его персонаж помогает несчастному ветерану войны раскрыть убийство, за что расплачивается собственной жизнью. Картина «Рождённый убивать» принесла Куку более существенную роль Марти, лучшего друга психопатического убийцы Сэма (Лоуренс Тирни). Марти готов пойти на что угодно, чтобы выгородить Сэма, однако тот в итоге убивает Марти, ошибочно заподозрив его в предательстве. Как отмечает Спайсер, «Кук вообще редко доживал до конца фильма». Содержание и персонажи фильма стали предметом острых споров среди критиков, один из которых назвал картину «сексуальной и непристойной историей преступления и наказания».
В 1949 году вышла драма «Великий Гэтсби» (1949) по Фрэнсису Скотту Фитцджеральду с Аланом Лэддом в главной роли, в которой Кук сыграл пианиста Клипспрингера. Вскоре после выхода криминальной драмы «Флэкси Мартин» (1949) Кук столкнулся с серьёзными проблемами в карьере. Несмотря на многолетние хорошие отношения со студией «Уорнер бразерс», студия решила резко сократить его зарплату, и после возникшего на этой почве конфликта Кук остался без работы. Он оставался отлучённым от кино в течение полутора лет, и ради заработка был даже вынужден устроиться рабочим на строительство трубопровода.

### Кинокарьера в 1950-60-х годах
В 1950 году Кук смог получить небольшую роль лишь в единственном фильме, криминальной комедии «Держи себя в руках» (1951) с Фарли Грейнджером и Шелли Уинтерс. На следующий год Кук также сыграл всего в одном фильме, но роль в нём была более значимой, и фильм был более высокого качества — его пятнадцатый фильм нуар «Можно входить без стука» (1952) Роя Уорда Бейкера. Кук сыграл оператора гостиничного лифта, невестка которого (Мерилин Монро) вышла из психиатрической лечебницы после попытки самоубийства из-за смерти своего жениха. Хотя фильм смотрится хорошо и сегодня, представляя особый интерес благодаря увлекательной игре Монро, после выхода на экраны его раскритиковали. В типичной рецензии критик «Variety» посчитал, что игра Кука и некоторых исполнителей главных ролей хороша, однако сам фильм «сделан в слишком бессистемной и неторопливой манере».
Следующий раз Кук появился на экране в своём первом вестерне «Шейн» (1953), сыграв редкую для себя роль хорошего парня, который пытается противостоять крупному землевладельцу, получая смертельную пулю от наёмного убийцы в исполнении Джека Пэланса. По мнению критика Хэла Эриксона, сцена гибели Кука в этом фильме стала «очередной вершиной его карьеры». За этим фильмом последовал второй вестерн Кука — «Гром над равниной» (1953), после чего в криминальной драме «Суд - это я» (1953) он сыграл небольшую роль слабоумного Бобо, который испытывает слабость к насекомым. Хотя его роль сводилась всего к двум сценам, Кук наряду с некоторыми другими исполнителями второго плана был отмечен в рецензии «Variety» «как хорошо представивший своего персонажа». Фильмы актёра на протяжении нескольких следующих лет главным образом были незапоминающимися. Лучшим среди них была социальная драма «Процесс» (1955) о суде над мексиканским юношей, обвинённом в убийстве белой девушки.
Кук снова добился успеха год спустя с первоклассной игрой в фильме нуар Стэнли Кубрика «Убийство» (1956), который стал одним из лучших нуаров 1950-х годов. В этом фильме Кук сыграл одну из своих лучших поздних ролей, представ в образе слабохарактерного кассира, который принимает участие в ограблении ипподрома в попытке удержать свою алчную жену (Мэри Виндзор). Когда жена рассказывает о деле своему любовнику и тот решает ограбить и убить грабителей, раненый герой Кука добирается до дома и убивает жену. В отличие от большинства пассивных и ни на что не способных личностей, которых ему доводилось сыграть, на этот раз герою Кука удаётся отомстить за предательство и обман.

В биографическом нуаре «Малыш Нельсон» (1957) главную роль знаменитого гангстера сыграл Микки Руни, а Кук исполнил краткую роль одного из членов его банды, который вместе с боссом, путаясь, пересчитывает последнюю добычу. 

Элиша Кук в фильме «Дом на холме призраков» (1959)

 Он добился большего с триллером «Дорогой воровства» (1957), который стал его восемнадцатым фильмом нуар в карьере. По тематике фильм напоминал «Асфальтовые джунгли» (1950) и «Убийство» (1956), вращаясь вокруг изощрённого ограбления поезда, перевозящего 10 миллионов долларов в золотых слитках. Кук играет одного из членов банды, который на протяжении 23 лет неоднократно сидел в тюрьме, и мечтает после этого дела уехать вместе со своим 17-летним сыном в Рио-де-Жанейро. Хотя фильм остался практически незамеченным в момент своего выхода, он является отличным примером фильма нуаровой эпохи с плотной режиссурой, чётко прописанными образами и отличной игрой всего актёрского состава.
Фильмы Кука с конца 1950-х и в 1960-е годы были в лучшем случае посредственными, за исключением мрачного мощного вестерна «День преступника» (1959), фильма ужасов «Дом на холме призраков» (1959), забавной комедии «Деликатное состояние папы» (1963) и классического фильма ужасов Романа Полански «Ребёнок Розмари» (1968), где Кук сыграл агента, показывающего Мии Фэрроу и Джону Кассаветису их новую квартиру.

### Кинокарьера в 1970-80-х годах
В 1970-80-е годы, несмотря на активную работу на телевидении, Кук продолжал появляться в кино. Среди наиболее значимых его картин в этот период — вестерн «Великий налёт на Нортфилд» (1972), полицейская драма «Парни в синей форме» (1973), криминальный триллер «Команда» (1973), приключенческий экшн «Император Севера» (1973), военная комедия Стивена Спилберга «1941» (1979), драма о жизни бродячего цирка «Кэрни» (1980) и вестерн «Том Хорн» (1980).
В качестве одной из символических фигур жанра фильм нуар Кук повторил свою роль Вилмера в комедийном продолжении «Мальтийского сокола» под названием «Чёрная птица» (1975), а в 1982 году сыграл таксиста в неонуаровом фильме Вима Вендерса «Хэмметт» (1982), навеянном жизнью и творчеством Дэшила Хэмметта, знаменитого автора историй про частного детектива Сэма Спейда.

### Работа на телевидении в 1950-80-х годах
Большая удача сопутствовала Куку на телеэкране. С середины 1950-х до конца 1980-х годов он был частым гостем на телевидении, сыграв за это время более чем в 70 телефильмах и сериалах. В частности, он снимался в таких знаменитых телесериалах, как «Приключения Супермена» (1954), «Альфред Хичкок представляет» (1955), «Перри Мейсон» (1958-64, 2 эпизода), «Дымок из ствола» (1958-65, 4 эпизода), «Бат Мастерсон» (1958-59, 2 эпизода), «Сыромятная плеть» (1959-1965, 3 эпизода), «Караван повозок» (1960-64, 3 эпизода), «Ларами» (1961), «Беглец» (1963), «Бонанза» (1966-70, 2 эпизода), «Человек из АНКЛ» (1966), «Бэтмен» (1967, 2 эпизода), «Звёздный путь» (1967), «Полицейская история» (1975), «Старски и Хатч» (1975), «Сумеречная зона» (1986) и многих других. В телесериале «Частный детектив Магнум» (1981-88, 13 эпизодов) Кук имел постоянную роль «ворчливого стареющего гангстера». Кроме того, он сыграл в нескольких телефильмах, включая «Ночной сталкер» (1972), «Салемские вампиры» (1979) и «В ночной тиши» (1984).

### Актёрское амплуа и оценка творчества
Кук был невысокого роста, жилистым человеком с детским лицом, легко приобретавшим малодушное или хнычущее выражение. По собственным словам Кука, начиная работу в кино, он предполагал, что будет играть романтических молодых людей, однако его миниатюрные габариты, щуплый внешний вид, скорбное детское лицо и невротическая напряжённость способствовали формированию его основного амплуа как жертвы или бандита, отчаянно стремящегося к самоутверждению. Кук стал специализироваться на создании образов тёмных личностей, часто исполняя роли гангстеров и мелких преступников, слабаков и воров-неудачников с садистскими наклонностями. Как говорил сам Кук, он стал играть подлецов, доносчиков, предателей и мерзавцев. Киновед Карен Хэннсберри следующим образом оценила его творчество: «В своей памятной экранной жизни, наполненной образами мелких преступников, бывших заключённых, стукачей, психопатических киллеров, карманников и мелких воров, Кук был настоящим сокровищем».
Так ни разу и не сыграв главную роль, Кук, тем не менее, оставил заметный след в кинематографе, сыграв на протяжении семи десятилетий более чем в 100 кинофильмах. Он был одним из самых лучших и узнаваемых характерных актёров своего времени. Публика хорошо знала его по десяткам небольших появлений на экране, а его живые образы часто были более запоминающимися, чем игра некоторых звёзд, вместе с которыми он появлялся на экране. Однажды Кук заявил, что появился в «большем количестве кинохитов, чем он в состоянии вспомнить». Его можно было увидеть во многих киноблокбастерах, среди них «Сержант Йорк» (1941), «Шейн» (1953) и «Ребёнок Розмари» (1968). По мнению Майера, хотя большинство зрителей помнит Кука в первую очередь по его роли в вестерне «Шейн», где он сыграл беззащитную жертву бандита, тем не менее, в первую очередь он стал неотъемлемой частью нуарового жанра, в первую очередь, благодаря фильмам с участием Богарта «Мальтийский сокол» (1941) и «Большой сон» (1941). Как отмечает Хэннсберри, свой самый значимый след актёр оставил именно в мире нуара, где он был несправедливо обвинённым маленьким человеком в «Незнакомце на третьем этаже» (1940), жалким приспешником бандитского главаря в «Мальтийском соколе», неприметным убийцей в «Ночном кошмаре» (1941), сексуально воспалённым джазовым барабанщиком в «Леди-призраке» (1944), томящимся от любви неудачником, принужденным выпить яд в «Большом сне» (1946), истерзанным женой служащим спортивного трека в «Убийстве» (1956) и сатанинским администратором многоквартирного дома в «Ребёнке Розмари» (1968).

## Личная жизнь
Кук был женат дважды. В 1929 году Кук, который в то время жил в Нью-Йорке, женился на танцовщице и актрисе Мэри Лу Макмайкл, трое братьев которой составляли популярный вокальный коллектив Мэрри Макс. Пара развелась в 1942 году, и на следующий год Кук женился на Пегги Маккенна, дублёрше кинозвезды Кэрол Лэндис, с которой познакомился на съёмках фильма «В глубине души джентльмен» (1942). После войны Кук и Пегги поселились в Бишопе, Калифорния, где прожили вместе вплоть до смерти Пегги в конце 1980-х годов. Детей у них не было. Будучи почти что отшельником в реальной жизни, Кук жил в отдалённой горной деревне и получал вызовы на студию с помощью курьера.
В середине 1980-х годов, после десятилетий тяжёлого пьянства Кук неожиданно полностью бросил пить. В начале 1990-х годов Кук перенёс инсульт, в результате которого потерял речь. После нескольких лет всё усугублявшихся проблем со здоровьем, актёр умер от инфаркта 18 мая 1995 года в Биг-Пайн, Калифорния.

## Фильмография
- 1930 — Её нерождённый ребёнок / Her Unborn Child — Стюарт Кеннеди
- 1931 — Честь среди влюблённых / Honor Among Lovers — помощник в офисе (в титрах не указан)
- 1936 — Двое в толпе / Two in a Crowd — Скитер
- 1936 — Кожаный парад / Pigskin Parade — Херберт ван Дайк
- 1937 — Чистокровки не плачут / Thoroughbreds Don’t Cry — Бутс Макгуайр (в титрах не указан)
- 1937 — Заехав домой / Breezing Home — Пит Эспиноза (в титрах не указан)
- 1937 — Любовь — это новости / Love Is News — Эгберт Эгглстон
- 1937 — Дьявол на рулём / The Devil Is Driving — Тони Стивенс
- 1937 — Они не забудут / They Won’t Forget — Джо Тёрнер
- 1937 — Жена, врач и медсестра / Wife, Doctor and Nurse — Глен Уайли
- 1937 — Осторожно, любовь за работой / Danger: Love at Work — Химик
- 1937 — Жизнь начинается в колледже / Life Begins in College — Олли Стернс
- 1938 — Три слепые мыши / Three Blind Mice — Парень на скамейке
- 1938 — Моя счастливая звезда / My Lucky Star — Валдо
- 1938 — Патрулирующая подводная лодка / Submarine Patrol — Моряк Рузерфорд Дэвис Пратт, он же «Профессор»
- 1938 — Дом разносчиков газет / Newsboys' Home — Дэнни
- 1939 — Тайны большого жюри / Grand Jury Secrets — Роберт Остин /Норманн Хэзлитт
- 1940 — Он женился на своей жене / He Married His Wife — Дики Браун
- 1940 — Незнакомец на третьем этаже / Stranger on the Third Floor — Джо Бриггс
- 1940 — Светская дебютантка номер 1 / Public Deb No. 1 — Коммунист
- 1940 — Тин Пэн элли / Tin Pan Alley — Джо Кодд, композитор
- 1941 — Мальтийский сокол / The Maltese Falcon — Вилмер Кук
- 1941 — Любовное безумие / Love Crazy — Джо (лифтёр)
- 1941 — Человек на свободе / Man at Large — Гостиничный клерк
- 1941 — Ночной кошмар / I Wake Up Screaming — Гарри Уильямс
- 1941 — С огоньком / Ball of Fire — Официант в ночном клубе
- 1941 — Ад раскрылся / Hellzapoppin' — Гарри Селби
- 1942 — Авось прорвёмся! / A-Haunting We Will Go — Фрэнк Лукас
- 1942 — В глубине души джентльмен / A Gentleman at Heart — Гений
- 1942 — Девушка сонного времени / Sleepytime Gal — Эрни
- 1942 — Рискованное дело / Wildcat — Харолд «Чикопи» Невинс
- 1942 — Вызывает Манила / Manila Calling — Гиллман
- 1943 — Боевое крещение / Baptism of Fire — Билл
- 1944 — Леди — призрак / Phantom Lady — Клифф Милбёрн
- 1944 — Вступайте в ряды армии / Up in Arms — Инфо Джонс
- 1944 — Тёмная гора / Dark Mountain — Уайти
- 1944 — Тёмные воды / Dark Waters — Клив
- 1945 — Диллинджер / Dillinger — Кирк Отто
- 1945 — Почему девушки убегают из дома / Why Girls Leave Home — Джимми Лобо
- 1946 — Глубокий сон / The Big Sleep — Гарри Джонс
- 1946 — Алиби — блондинка / Blonde Alibi — Сэм Коллинс
- 1946 — Золушка Джонс / Cinderella Jones — Оливер С. Пэтч
- 1946 — Алиби Сокола / The Falcon’s Alibi — Ник, диск-жокей
- 1946 — Джо Палука, чемпион / Joe Palooka, Champ — Юджин
- 1946 — Два умных человека / Two Smart People — Флай Фелетти
- 1947 — Козёл отпущения / Fall Guy — Джо
- 1947 — Рождённый убивать / Born to Kill — Марти «Март» Уотерман
- 1947 — Длинная ночь / The Long Night — Фрэнк Данлэп
- 1947 — Гангстер / The Gangster — Овал
- 1949 — Флэкси Мартин / Flaxy Martin — Роупер
- 1949 — Великий Гэтсби / The Great Gatsby — Клипслингер
- 1951 — Веди себя хорошо! / Behave Yourself! — Алберт Джонас
- 1952 — Можно входить без стука / Don’t Bother to Knock — Эдди Форбс
- 1953 — Шэйн / Shane — Стоунуолл Торри
- 1953 — Гром над равниной / Thunder Over the Plains — Джозеф Стэндиш
- 1953 — Суд — это я / I, the Jury — Бобо (в титрах не указан)
- 1954 — Дочь преступника / Outlaw’s Daughter — Льюис «Тулса» Кук
- 1954 — Бой барабана / Drum Beat — Блэйн Крэкел
- 1955 — Индейский воин / The Indian Fighter — Бриггс
- 1955 — Лесоруб / Timberjack — Панки, подручный Браннера
- 1955 — Суд / Trial — Финн
- 1956 — Обвиненный в убийстве / Accused of Murder — Уайти Поллок
- 1956 — Убийство / The Killing — Джордж Питти
- 1957 — Одинокий человек / The Lonely Man — Уилли
- 1957 — Остров вуду / Voodoo Island — Мартин Шуйлер
- 1957 — Секреты Чикаго / Chicago Confidential — Кэндимаут Даггэн
- 1957 — Дорогой воровства / Plunder Road — Скитс Джонас
- 1957 — Малыш Нельсон / Baby Face Nelson — Гомер ван Метер
- 1959 — День преступника / Day of the Outlaw — Ларри Тетер (городской парикмахер)
- 1959 — Дом на холме призраков / House on Haunted Hill — Уотсон Притчард
- 1960 — Тайны колледжа / College Confidential — Тед Блейк
- 1960 — Платиновая школа / Platinum High School — Гарри Несбит
- 1961 — Одноглазые валеты / One-Eyed Jacks — Кэрви
- 1963 — Деликатное состояние папы / Papa’s Delicate Condition — Мистер Кит
- 1963 — Проклятый зоопарк / Black Zoo — Джо
- 1963 — Заколдованный замок / The Haunted Palace — Питер Смит / Мика Смит
- 1963 — Джонни Кул / Johnny Cool — Гробовщик
- 1964 — Кровь на стреле / Blood on the Arrow — Текс
- 1964 — Стеклянная клетка / The Glass Cage — Отец девочки
- 1967 — Добро пожаловать в Тяжелые Времена / Welcome to Hard Times — Хэнсон
- 1967 — Шпион в зелёной шляпе / The Spy in the Green Hat — Арнольд
- 1968 — Ребенок Розмари / Rosemary’s Baby — Мистер Никлас
- 1969 — Большое ограбление банка / The Great Bank Robbery — Джеб
- 1969 — Плач по бедному Уолли / Cry for Poor Wally — проповедник
- 1970 — Кондор / El Condor — Старый заключённый
- 1972 — Великий налет на Нортфилд, Миннесота / The Great Northfield Minnesota Raid — Банкер
- 1972 — Блакула / Blacula — Сэм
- 1973 — Команда / The Outfit — Карл
- 1973 — Пэт Гэрретт и Билли Кид / Pat Garrett & Billy the Kid — Коди
- 1973 — Император севера / Emperor of the North Pole — Серый кот
- 1973 — Парни в синей форме / Electra Glide in Blue — Вилли
- 1973 — Мессия зла / Messiah of Evil — Чарли
- 1975 — Зимний ястреб / Winterhawk — Финли
- 1975 — Чёрная птица / The Black Bird — Вилмер Кук
- 1976 — Сент Айвз / St. Ives -Эдди
- 1979 — Чемпион / The Champ — Джорджи
- 1979 — 1941 / 1941 — Патрон
- 1980 — Том Хорн / Tom Horn — Стейблхэнд
- 1980 — Кэрни / Carny — Стартёр
- 1981 — Война Гарри / Harry’s War — Сержант Билли
- 1982 — Кинобезумие / National Lampoon’s Movie Madness — Мышонок
- 1982 — Хэммет / Hammett — Эли, таксист
- 1984 — Сокровище: В поисках золотой лошади / Treasure: In Search of the Golden Horse — Мистер Мэпс